# FK Riga
FK Riga war ein lettischer Fußballverein aus der Hauptstadt Riga, der ein Jahrzehnt, von 1999 bis 2009, in der Virsliga, der höchsten Spielklasse des Landes, vertreten war. Ihre Heimspiele trug die erste Mannschaft im Latvijas Universitātes Stadions, das 5.000 Zuschauer fasste, aus. Nach der Saison 2008 fusionierte der FK Riga mit Olimps Riga zu RFS/Olimps Riga.

## Geschichte
Der FK Riga entstand 1999 im Zuge der Gründung des lettischen Sportvereins SK Riga. Dieser unterstützt unter anderem auch Erstliga-Mannschaften im Eishockey (HK Riga 2000) und Frauenbasketball (TTT Rīga) bei deren Nachwuchsarbeit.
Der FK Riga startete direkt in der Virsliga und schloss seine erste Saison 1999 mit dem 6. Platz (bei insgesamt 8 Vereinen) ab. Noch im selben Jahr erreichte der FK Riga das Pokalfinale gegen den damals die Liga dominierenden Stadtrivalen Skonto Riga, das nach einem 1:1-Unentschieden nach Verlängerung im Elfmeterschießen gewonnen werden konnte. Dieser Auftakterfolg blieb der einzige Titelgewinn in der recht kurzen Geschichte des Vereins. Anschließend spielte die Mannschaft um die Qualifikation für den UEFA-Pokal, scheiterte jedoch bereits in der 1. Runde an Helsingborgs IF (Schweden).
In den folgenden Jahren belegte der FK Riga stets Plätze im hinteren Mittelfeld und kam teilweise sogar in Abstiegsgefahr, konnte sich aber jedes Mal retten. 2006 wurde der Klub am Ende der Saison Vorletzter und musste in der Relegation gegen FK Valmiera antreten. Mit zwei klaren Siegen konnte man den Abstieg jedoch verhindern.
Ein Jahr darauf war Riga dann die Überraschungs-Mannschaft der Saison und belegte am Ende den 3. Platz, der den FK zur Teilnahme am UI-Cup 2008 berechtigte. International konnte sich FK Riga im folgenden Jahr zunächst gegen Fylkir Reykjavík (Island) und Bohemians Dublin (Irland) durchsetzen, unterlag in der 3. Runde dann aber IF Elfsborg aus Schweden. 
Gleichzeitig geriet der Verein schon zu Beginn der Saison 2008 auf Grund städtischer Sparmaßnahmen, die wiederum als Folgeerscheinung der weltweiten Finanzkrise zu betrachten sind, in finanzielle Schwierigkeiten. Gegen Ende der Saison boykottierte die Mannschaft das Ligaspiel bei Liepājas Metalurgs aus Protest gegen die Vereins-Führung, die den Spielern seit drei Monaten kein Gehalt mehr gezahlt hatte. Nachdem das Spiel mit 0:3 gewertet worden war und der FK Riga die Saison auf dem 6. Tabellenrang (bei nun 10 statt bisher 8 Vereinen) abgeschlossen hatte, musste man im November 2008 Insolvenz anmelden und fusionierte in der Folge mit dem Ligarivalen JFK Olimps Riga, der sich daraufhin in RFS/Olimps Riga umbenannte.

## Platzierungen in der Virsliga
- 2008 – 6.
- 2007 – 3.*
- 2006 – 7.
- 2005 – 5.
- 2004 – 6.
- 2003 – 5.
- 2002 – 7.
- 2001 – 7.
- 2000 – 5.
- 1999 – 6. + Pokal-Sieger**

(* Berechtigung zur Teilnahme am UI-Cup)

(** Berechtigung zur Teilnahme an der UEFA-Pokal-Qualifikation)